# Schule von Ferrara

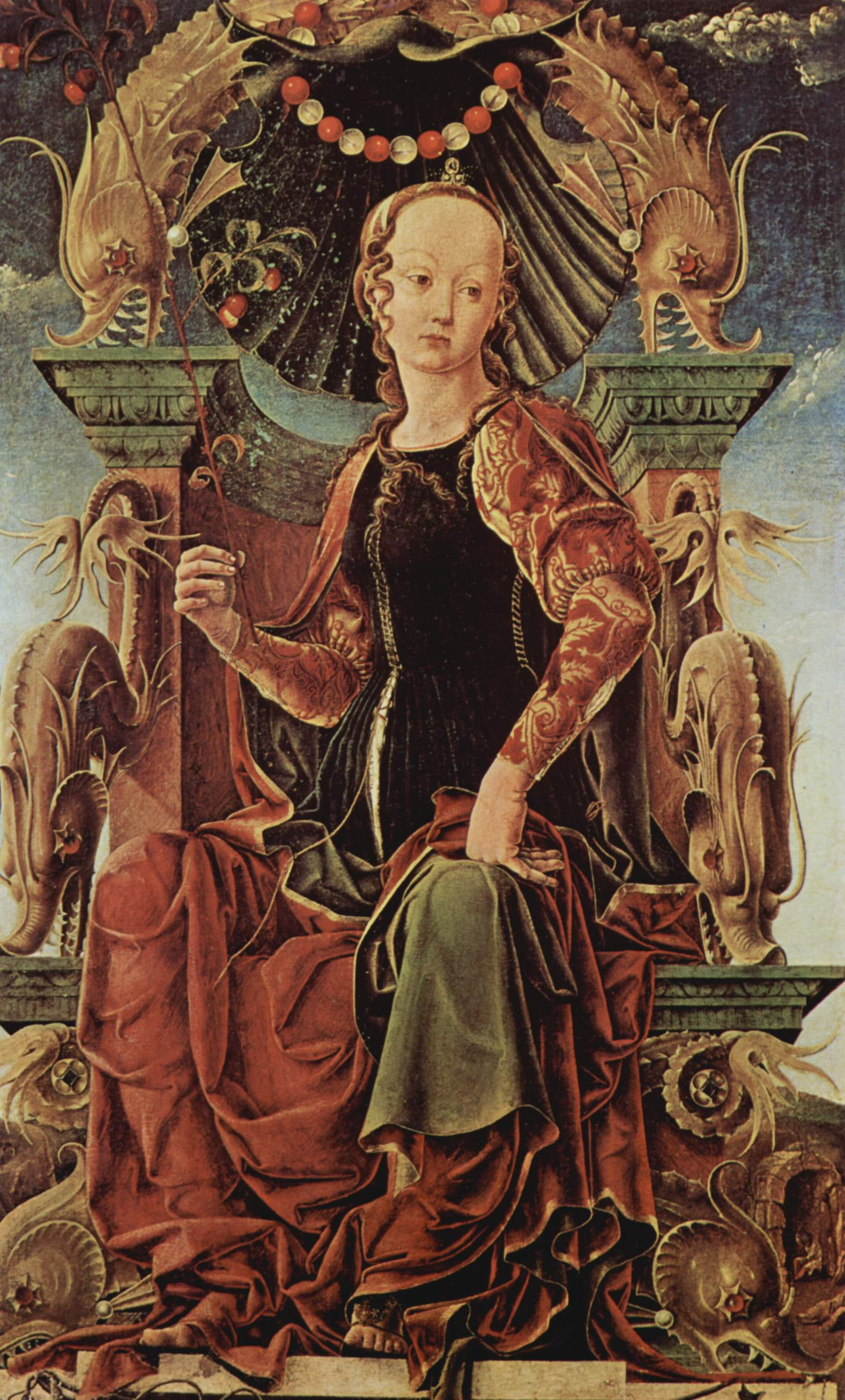
Cosimo Tura: Allegorie, Ferrara, um 1460

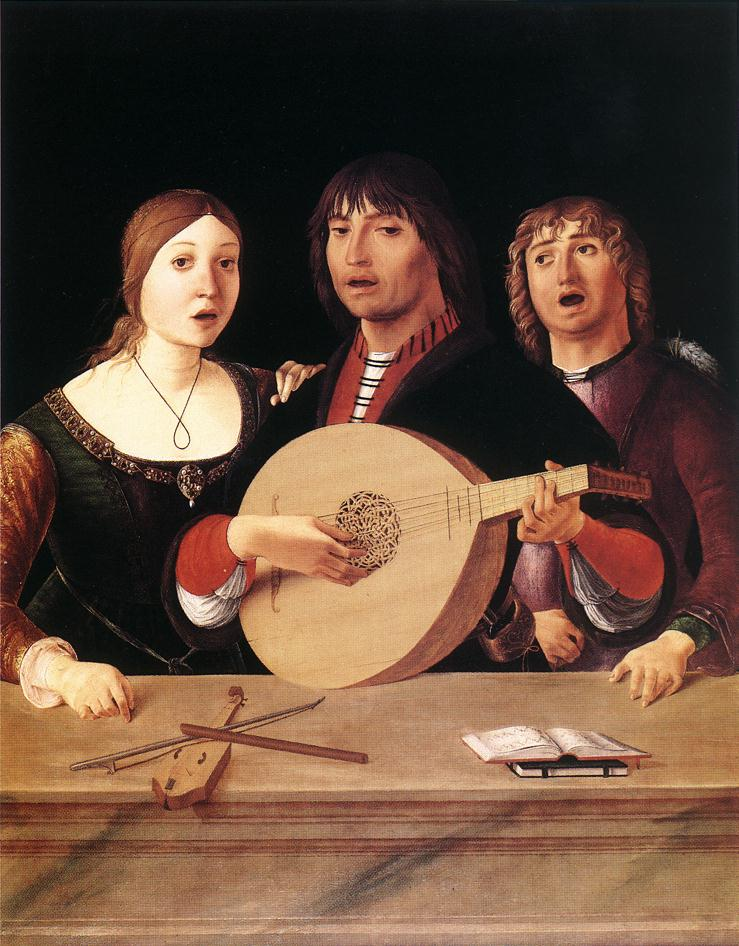
Lorenzo Costa: Das Konzert, um 1490

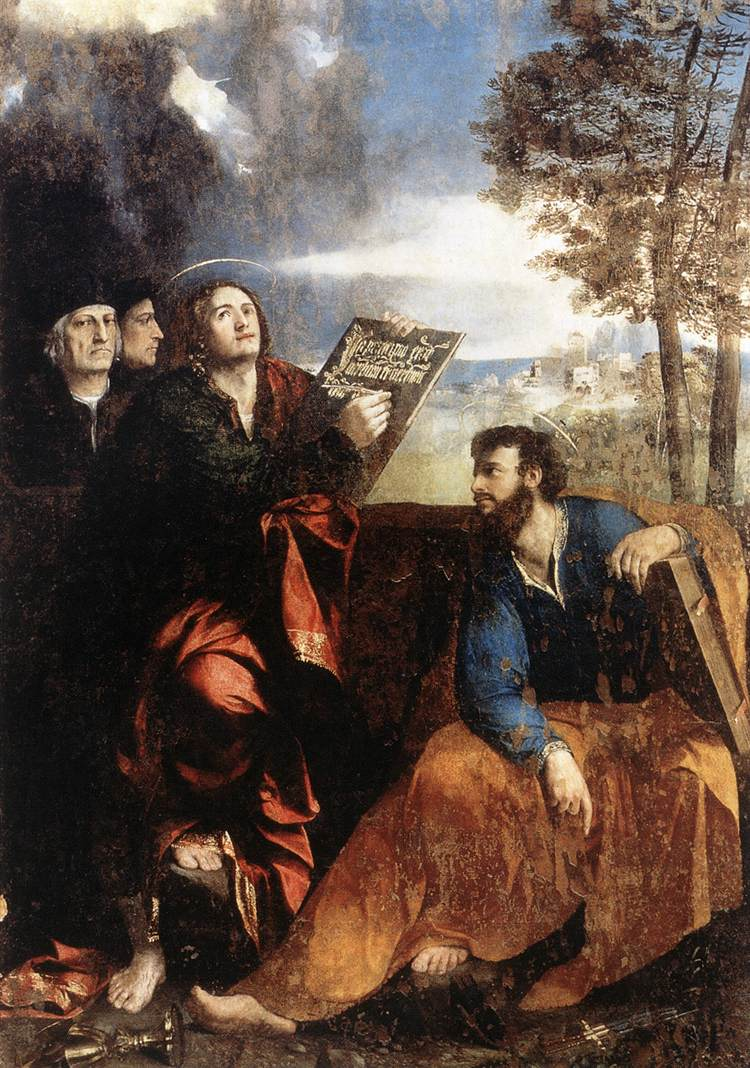
Dosso Dossi: Die Heiligen Johannes und Bartholomeus, Ferrara, 1527

Unter der Bezeichnung Schule von Ferrara oder Ferrareser Schule (Scuola ferrarese) werden in der Kunstgeschichte die Maler und Buchmaler zusammengefasst, die dem Stil des Cosimo Tura aus Ferrara nachfolgen. Tura, geboren um 1430 in Ferrara und bis zu seinem Tod 1495 dort tätig, war ein Maler und Buchmaler der italienischen Frührenaissance, des sogenannten Quattrocento und sein Malstil wurde von zahlreichen seiner Schüler und anderen Nachfolgern aufgegriffen. 

## Geschichte
Das Herzogtum Ferrara wurde zur Zeit der Ferraneser Schule von den Herzögen d’Este regiert, die die Kunst in ihrem Besitz durch zahlreiche Auftragswerke stark förderten. 
Cosmè Tura selbst hatte seine Ausbildung bei Francesco Squarcione aus Padua erhalten, der auch der Lehrmeister von Andrea Mantegna und eventuell Carlo Crivelli war. Er war beeinflusst vom Stil des Piero della Francesca, was die vielfältigen Ursprünge einer Ferraneser Schule aufzeigen kann, der selbst dann ebenfalls bedeutenden Vertretern der Kunst des Quattrocento zugerechnet werden.
Der Einfluss kann bis ins 16. Jahrhundert und darüber hinaus verfolgt werden.

## Maler im Ferrara des 15. Jahrhunderts
- Cosmè Tura
- Francesco Bianchi
- Francesco del Cossa
- Ercole de’ Roberti
- Bartolomeo del Tintore
- Stefano da Ferrara
- Baldassare Estense
- Antonio Aleotti d’Argenta
- Lodovico Mazzolino
- Michele Coltellini
- Benedetto Coda
- Boccaccio Boccaccino
- Domenico Panetti
- Giovanni Battista Benvenuti

## Maler im Ferrara des 16. Jahrhunderts
- Niccolò Pisano
- Dosso Dossi
- Giovanni Battista Dossi
- Girolamo da Carpi
- Benvenuto Tisi Garofalo
- Scarsellino (Ippolito Scarsella)
- Costanzo Cattanio
- Giovanni Francesco Surchi
- Camillo Ricci
- Domenico Mona
- Sebastiano Filippi (Bastianino)
- Gaspare Venturini
- Giovanni Andrea Ghirardoni
- Giovanni Paolo Grazzini
- Jacopo Bambini
- Giulio Cromer